# قاعدة البركة

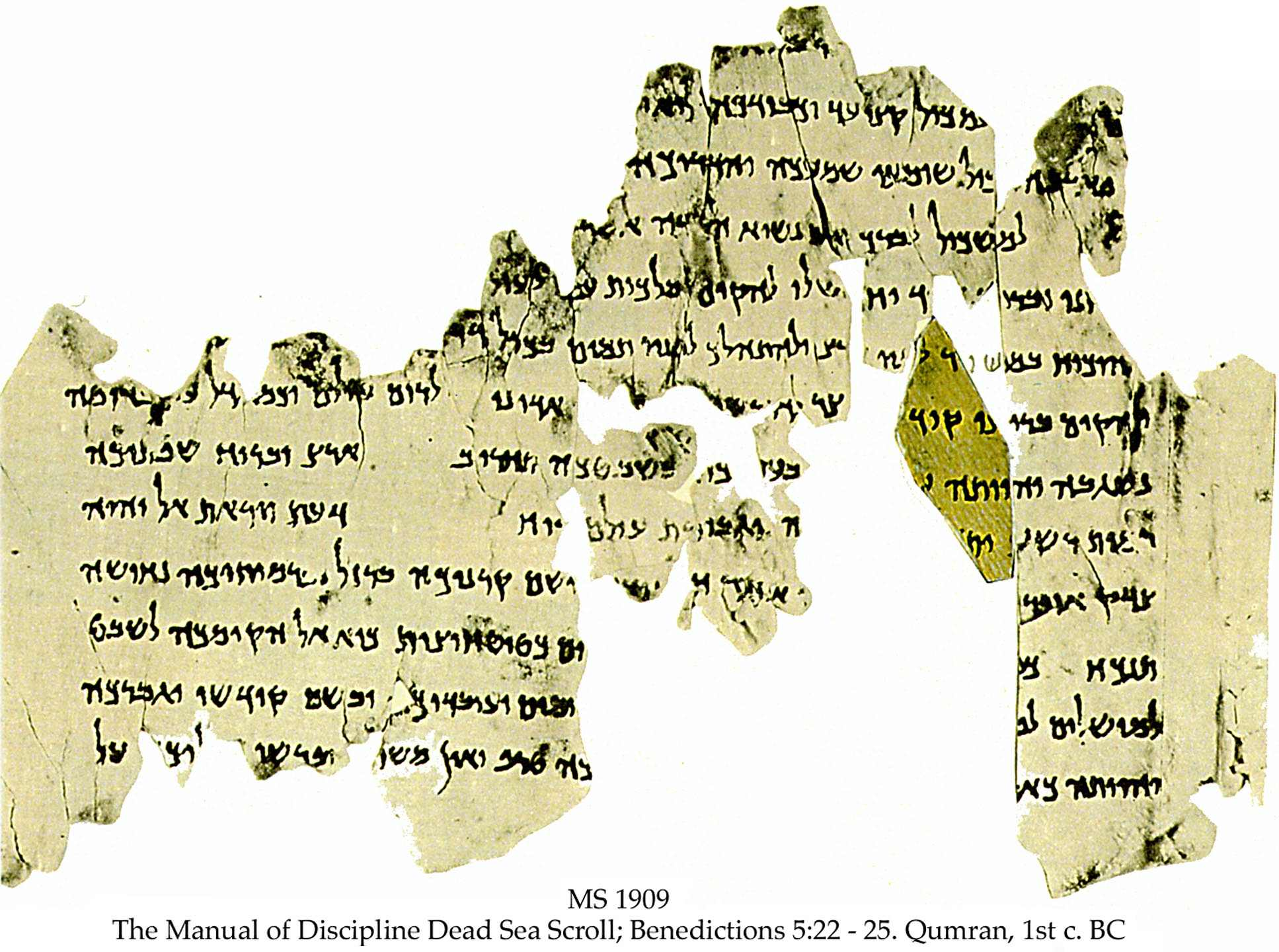
جزء من مخطوطة قاعدة البركة ذات الترميز 1QSb.

قاعدة البركة (1QSb) هو نص مهترأ للغاية يُعتقد أنه جزء من نص مخطوطة قانون المجتمع التي عٌثر عليها في الكهف الأول في خربة قمران كجزء من مخطوطات البحر الميت. يعد النص واحدًا من ملحقين (مع قواعد آخر الزمان للمجتمع) يتبعان مخطوطة قانون المجتمع، وهي أحد المخطوطات السبع المكتشفة في الكهف الأول في خربة قمران. يشتمل المخطوط على ثلاث صلوات لتستخدمها الجماعة في آخر الزمان: الأولى لجمع قبائل إسرائيل في آخر الزمان بماء حي يُدخلهم في عهد جديد مع الله؛ والثانية تخص بني صادوق الذين اختارهم الله وسيكونون كالملائكة، وسيقودون بني إسرائيل بعد الحرب؛ والثالثة للوجبة المسيحانية التي ستكون لمباركة "الأمير" أو المشيح الداودي الذي جاء ليخلص إسرائيل. احتوت مخطوطات أخرى على صلوات مماثلة لتلك الصلوات، لذا يعتقد البعض أن هذه المخطوطة بالذات قد تكون من ضمن الصلوات التي كانت تستخدم يوميًا بصفة عامة.